# Khủng bố tại Pháp
Khủng bố tại Pháp, đề cập đến các cuộc tấn công khủng bố đã nhắm vào đất nước và dân số của nó trong thế kỷ 20 và 21. Khủng bố, trong trường hợp này liên quan nhiều đến lịch sử, các vấn đề quốc tế và cách tiếp cận chính trị của đất nước. Pháp luật đã được thiết lập bởi các nhà lập pháp để chống khủng bố ở Pháp.
CBC News đưa tin vào tháng 12 năm 2018 rằng số người thiệt mạng trong các cuộc tấn công khủng bố ở Pháp kể từ năm 2015 là 249, với số người bị thương là 928.

Bản đồ sự cố khủng bố của Pháp 1970-2015. Paris, Corsica và Tây Nam Pháp là những nơi xảy ra sự cố lớn. Tổng cộng có 2.616 sự cố được lên kế hoạch

Những cái chết khủng bố ở Pháp được ghi nhận trong Cơ sở dữ liệu khủng bố toàn cầu. Sự tăng vọt trong năm 2015 là hơn 6 lần mức tối đa trước đó kể từ năm 1970 và được biểu thị bằng một con số ngoài thang đo.

| Năm   | Số sự cố | Sự chết | sự bị thương |
| ----- | -------- | ------- | ------------ |
| 2016  | 26       | 95      | 470          |
| 2015  | 36       | 162     | 443          |
| 2014  | 14       | 1       | 15           |
| 2013  | 12       | 0       | 5            |
| 2012  | 65       | 8       | 8            |
| 2011  | 8        | 0       | 4            |
| 2010  | 3        | 0       | 0            |
| 2009  | 9        | 0       | 11           |
| 2008  | 13       | 0       | 1            |
| 2007  | 16       | 3       | 8            |
| 2006  | 34       | 1       | 3            |
| 2005  | 33       | 0       | 11           |
| 2004  | 11       | 0       | 10           |
| 2003  | 34       | 0       | 21           |
| 2002  | 32       | 0       | 4            |
| 2001  | 21       | 0       | 16           |
| 2000  | 28       | 4       | 1            |
| 1999  | 46       | 0       | 2            |
| 1998  | 12       | 1       | 0            |
| 1997  | 130      | 0       | 4            |
| 1996  | 270      | 18      | 114          |
| 1995  | 71       | 19      | 177          |
| 1994  | 97       | 7       | 22           |
| 1993  | 12       | 0       | 0            |
| 1992  | 126      | 9       | 12           |
| 1991  | 137      | 6       | 5            |
| 1990  | 30       | 3       | 3            |
| 1989  | 25       | 3       | 2            |
| 1988  | 54       | 6       | 19           |
| 1987  | 87       | 5       | 8            |
| 1986  | 95       | 25      | 306          |
| 1985  | 106      | 17      | 83           |
| 1984  | 145      | 15      | 57           |
| 1983  | 121      | 20      | 186          |
| 1982  | 62       | 17      | 144          |
| 1981  | 66       | 8       | 78           |
| 1980  | 94       | 20      | 74           |
| 1979  | 212      | 11      | 41           |
| 1978  | 59       | 21      | 17           |
| 1977  | 53       | 3       | 7            |
| 1976  | 58       | 7       | 10           |
| 1975  | 39       | 3       | 25           |
| 1974  | 29       | 3       | 41           |
| 1973  | 14       | 5       | 20           |
| 1972  | 9        | 1       | 0            |
| 1971  | 0        | 0       | 0            |
| 1970  | 0        | 0       | 0            |
| Total | 2,654    | 527     | 2,488        |